# Polynema decoloratum
Polynema decoloratum är en stekelart som beskrevs av Soyka 1956. Polynema decoloratum ingår i släktet Polynema och familjen dvärgsteklar. Inga underarter finns listade i Catalogue of Life.